# Погана вода (Цілком таємно)
Погана вода (Agua mala) — 13-й епізод шостого сезону серіалу «Цілком таємно». Епізод належить до «міфології серіалу» та надає змогу краще з нею ознайомитися. Прем'єра в мережі «Фокс» відбулася 21 лютого 1999 року.
У США серія отримала рейтинг домогосподарств Нільсена рівний 10.1, який означає, що в день виходу її подивилися 16.9 мільйона чоловік.
Артур Дейлз, що живе в парку трейлерів у Флориді, звертається до Малдера і Скаллі за допомогою, коли сусідня сім'я зникає. Ховаючись від урагану що насувається, Малдер і Скаллі виявляються в пастці з групою місцевих жителів у будівлі, де щось є у воді.

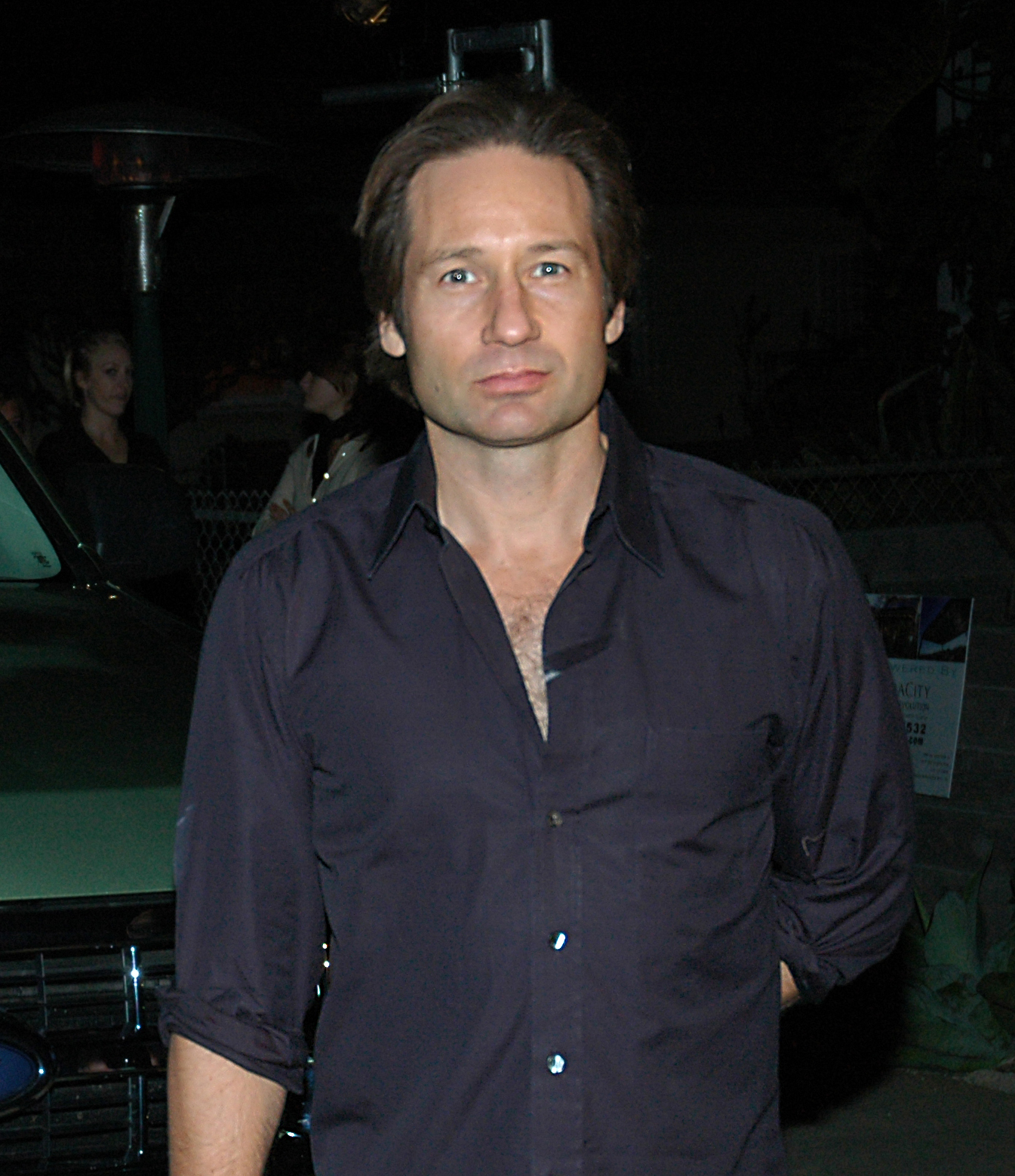

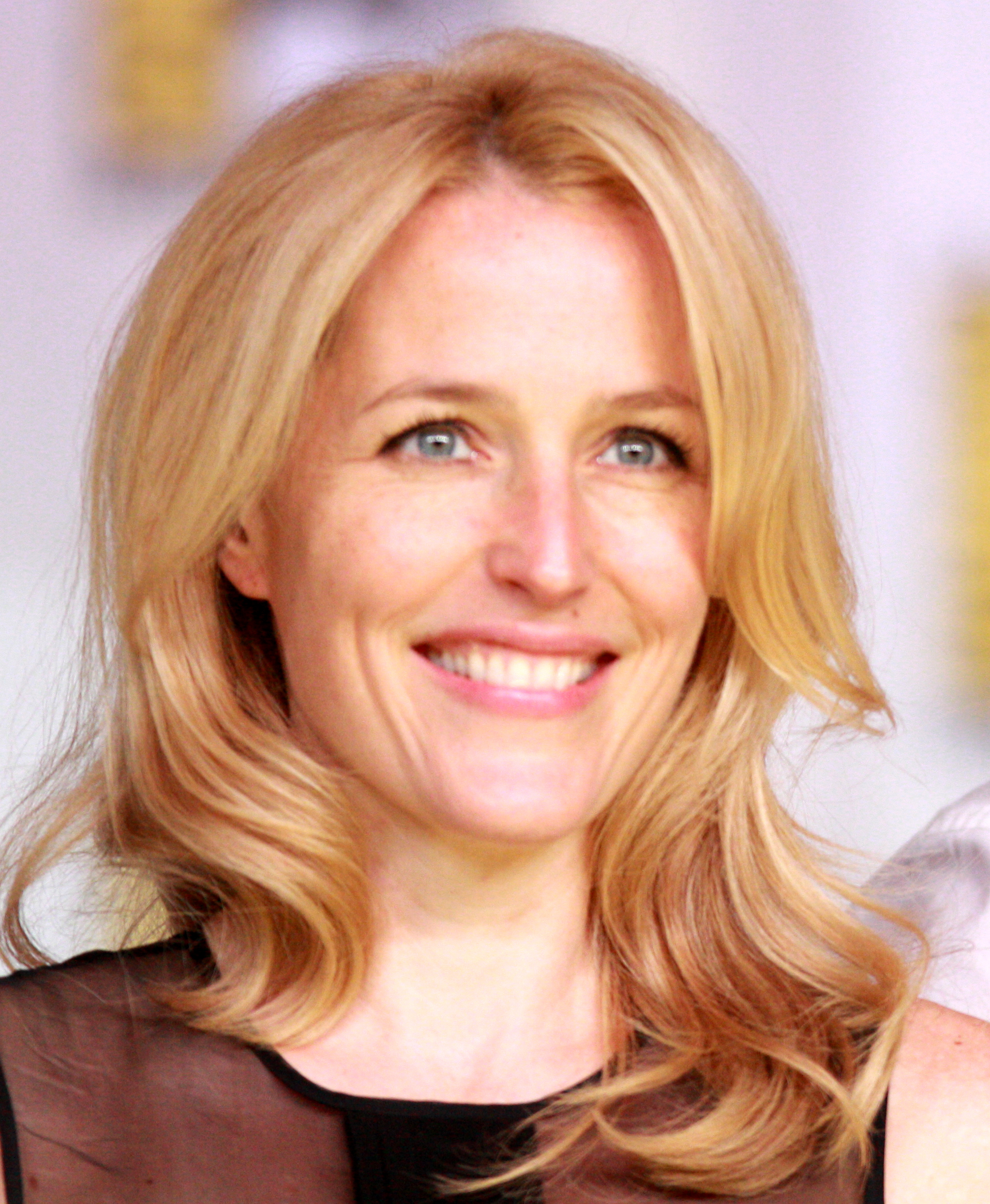

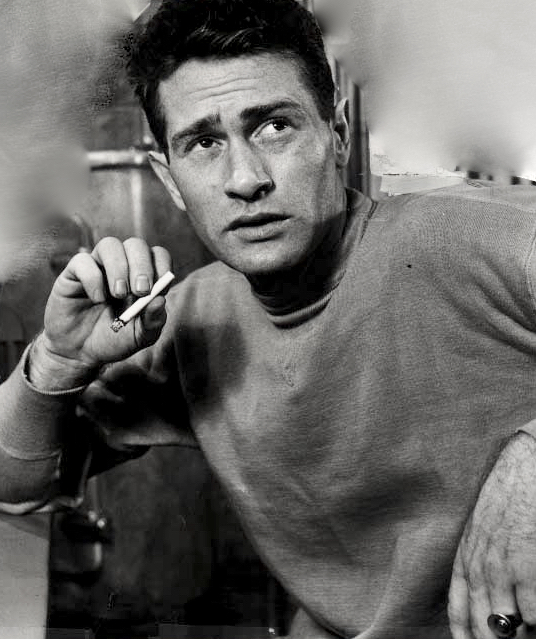

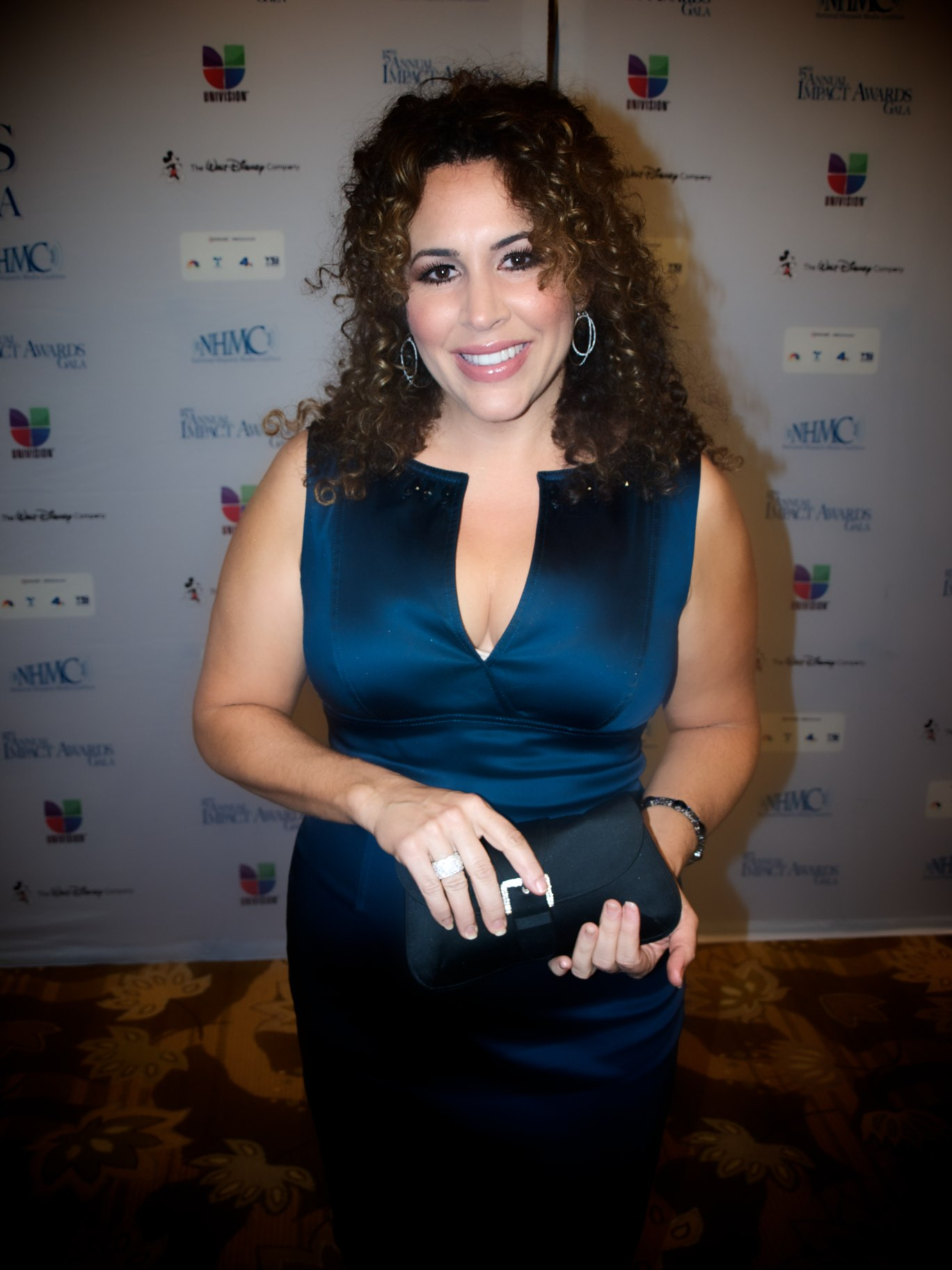

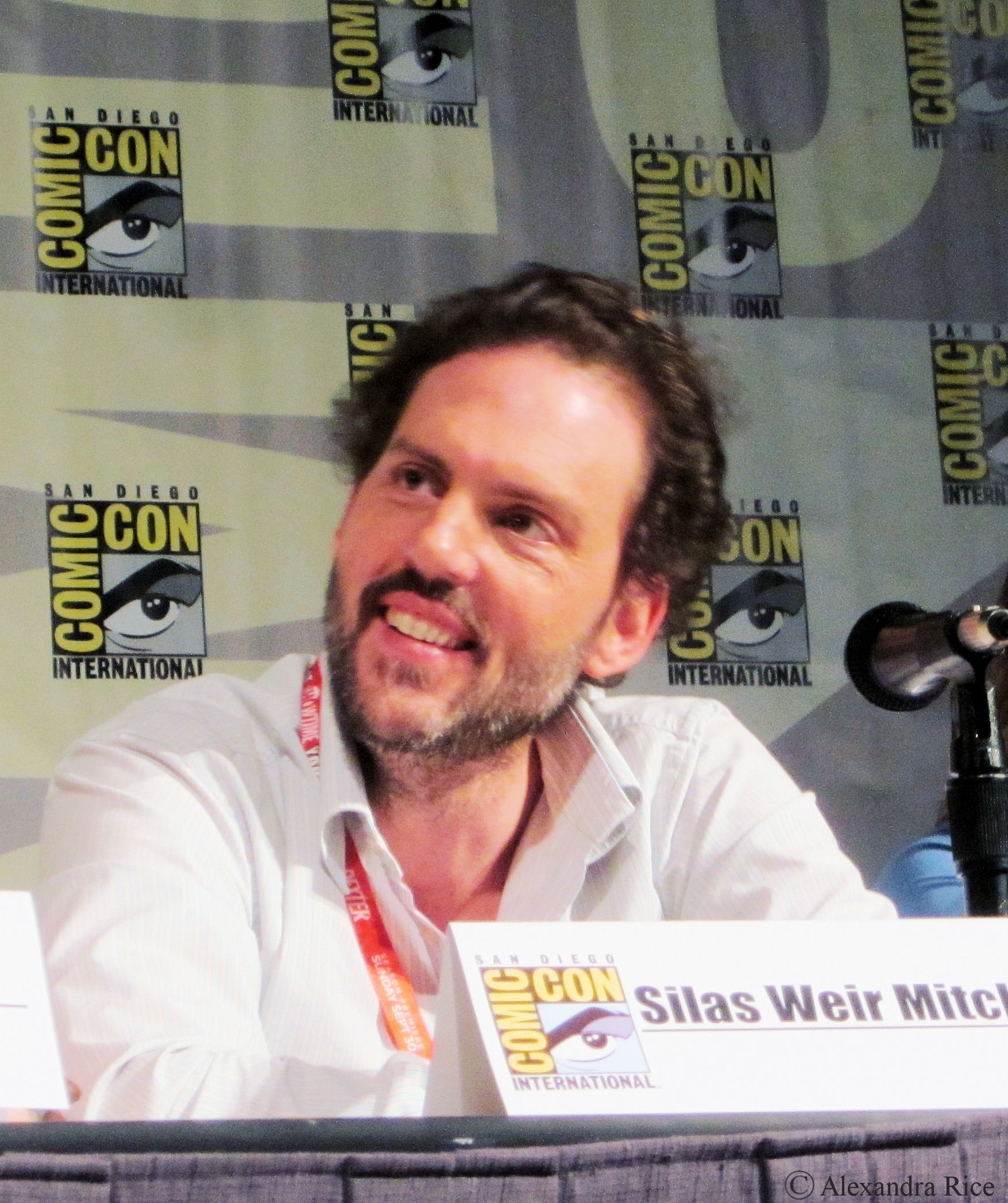

## Зміст
Істина десь поруч
У Гудленді (штат Флорида) під час сильного урагану «Лерой» Сара Шиплі та її син Еван відчайдушно намагаються перевернути пральну машину, щоб з неї вилилася вода. Але Евана обплутують якісь щупальця і вони не встигають зробити задумане. Потім щупальце з каналізації хапає й матір.
Отримавши дзвінок від Артура Дейлза зі Флориди, спеціальні агенти ФБР Фокс Малдер і Дейна Скаллі вирушають в дорогу. Вони прибувають до будинку відставного агента ФБР Дейлза — першого, хто почав працювати з матеріалами «Цілком таємно». Він розповідає їм про сім'ю Шиплі і як Сара панічно зателефонувала йому після того, коли її чоловіка щось із щупальцями ухопило за шию у ванній. Скаллі сумнівається в цьому, але вважає — щось справді сталося з родиною Шиплі під час цього урагану.
Малдер і Скаллі йдуть до будинку Шиплі і знаходять забарикадовані двері у ванну, без жодних ознак людей. Малдер знаходить на стічній трубі сліди слизу. Домашній кіт переховувався в пральній магині й налякав агентів. Агенти стикаються із заступником Гріром, який вважає, що вони грабіжники. Кіт відволікає увагу поліцейського, Малдер обеззброює чоловіка, а Скаллі показує йому посвідчення ФБР. Вони намагаються поїхати в аеропорт, але потрапляють у пастку урагану. В іншому місці — у багатоквартирному будинку, заступник шерифа Грір зустрічає істоту після того, як знайшов у туалеті мертвого чоловіка, всього покритого слизькою речовиною. Щупальце придушує Гріра. Дорогу розмило і агенти не потрапляють в аеропорт. Пізніше Малдер і Скаллі знаходять автомобіль помічника шерифа, припаркований біля квартир. Шукаючи будівлю, вони виявляють Гріра на землі, його шия покрита червоними плямами і він задихається. Малдер обходить комплекс, щоб знайти решту людей і попередити їх, що істота у водогоні. Дейна робить Гріру трахеотомію. Він зустрічає Дугі, грабіжника, і Волтера Суареса, чия дівчина Анжела Вільреаль на дев'ятому місяці вагітності, і Джорджа Вінсента, антиурядового активіста права збройно захищатися. Малдер намагається змусити Вінсента вийти і приєднатися до них для свого захисту. Вінсент відмовляється, але після нападу істоти в його квартирі передумує. Малдер висуває гіпотезу, що нападаючу на них істоту ураган загнав із дна моря у водну систему міста.
Дугі викрадає обручку депутата і збиває контейнер з солями Епсома у ванну, де Грір гарячковому стані охолоджується після того, як Скаллі витягла кілька чужорідних фрагментів з поранень на шиї. Поки Анжела Вільярреал полегшується в туалеті, вона помічає істоту у ванні із заступником. Малдер і Скаллі заходять у ванну і знаходять одяг заступника, але чоловіка нема. Малдер припускає, що істота живе не просто у воді, а є живою формою води, стаючи помітною лише тоді, коли атакує. Він вважає, що істота використовує людей як господарів для розмноження, а вміст води в організмі використовується для живлення і зростання нових істот. Малдер усвідомлює, що всіх потрібно евакуювати.
Фокс розшукує крадія зовні, коли він повертається, на Малдера нападає істота в залі. Побачивши Фокса із кривавими слідами на шиї, Джордж Вінсент гримає дверима і бере їх усіх у заручники, залишаючи Малдера помирати в коридорі. У Анжели починаються перейми, і Скаллі змушено приймає пологи. Малдер лежить у дверях надвір; на нього ллється злива. Він бачить надворі кота, який сидить під дощем і теж повзе з будови. Вода збирається у світильнику в кімнаті де проходять пологи і з'являється істота. Вона хапає Джорджа Вінсента за шию. Скаллі каже Волтеру Суаресу націлитися на спринклери, розуміючи, що прісна вода утримувала істоту на відстані, як і у випадку заступника шерифа, поки в воду не додали сіль Епсома. Суарес стріляє у спринклери та рятує життя Вінсента.
Наступного ранку істота зникла, новонароджена дитина жива і здорова, і Малдер починає одужувати. Вислухавши розповідь агентів, Дейлз полегшено каже, що він би не звільнився з ФБР, якби у нього була така партнерка, як Скаллі. Він вирішує святкувати з агентами зараз, коли шторм закінчився. Та запитує їх, чи не хочуть вони водички. Агенти не роздумуючи в один голос відповідають «Ні!»
Морські глибини такі ж темні, як людські думки

## Зйомки
«Agua Mala», яку написав Девід Аманн (це його друга історія для «Цілком таємно» після «Мови ніжності»), пройшла кілька дуже різних іпостасей. Спочатку Аманну було доручено «повернути» персонажа Артура Дейлза, і його перша історія була закручена навколо монстра, який ховався в занедбаному золотодобувному руднику. Френка Спотніца не зацікавив такий аспект, але він насолоджувався концепцією монстра, який рухається у закритому просторі. Згодом Аманн переробив цю ідею, вставивши епізод під час урагану, і головним антагоністом був морський монстр. Спочатку морського чудовиська здуло на сушу і воно заповзло до будівлі, перш ніж Аманн вирішив переписати його як «живу воду».
Режисер Роб Боуман переживав, що чудовисько серіалу не буде «страшним» і, отже, історія не буде «переконливою». Тому Боуман використовував унікальні кути нахилу камери та швидкі скорочення, щоб зробити епізод «набагато кращим, ніж [він] боявся буде». Сам монстр був створений майстром гриму та спецефектів Джоном Вулічем, для нього це було завданням, яке він вважав «найскладнішою річчю, яку він робив за весь сезон». Щупальця були створені з комбінації силікону та поліуретану. «Слідів укусу восьминога» були сотні і нанесення їх тривало 90 хвилин.
Назва епізоду «Agua Mala» означає іспанською мовою погану воду. Аквамала — також народна назва «Португальського човника», отруйної медузи, подібної за формою до основного антагоніста епізоду.
Даррен Макгейвін грає в цьому епізоді Артура Дейлза, це його другий епізод у серіалі після появи в «Мандрівниках». Макгейвін, відомий за роллю у фільмі «Колчак: Нічний мисливець», спочатку був першим вибором режисерів кастингу на роль сенатора Метсона у другому сезоні — серія «Маленькі зелені чоловічки». Пізніше Макгейвіна запрошували, щоб він зіграв роль батька Малдера. Врешті-решт, Макгейвін погодився виступити в серіалі у ролі Артура Дейлза, агента, який заснував «Цілком таємно». Макгйевін також повинен був з'явитися в епізоді «Неприродний», написаному Духовни, але через два дні зйомок він пережив інсульт, і продюсери були змушені видалити зняті з ним сцени і замінити їх іншим «Артуром Дейлзом», якого зіграв Майкл Еммет Волш.
Епізод був примітний як великою кількістю води, так і майже відсутністю яскравого світла. Щодо останнього, Боумен не знімав «нічого для цього епізоду при денному світлі, ні чогось яскравішого, аніж ліхтарик або аварійна лампа в коридорі» Режисер також пояснював, що «Погану воду» було важко зняти, оскільки, коли знімальна команда або член акторського складу намокли, їм «довелося зупинити все, щоб їх висушити». Зокрема, Джилліан Андерсон та Девід Духовни більшість зйомок епізоду були «під водою». Пізніше Андерсон пожартувала: «Я маю на увазі, що нас замочили. Це було так, ніби ми повернулися у Ванкувер 5 сезону, перш ніж переїхати в Лос-Анджелес, на початку шостого сезону». Під час зйомок дизайнер костюмів Крістін Пітерс повинен був взяти з собою шість сухих копій гардеробу кожного персонажа, щоб запобігти застудам.
Квартира, зображена в епізоді, була побудована «з нуля» на звуковій сцені. Художник-постановник Корі Каплан отримав сценарій для «Agua Mala» перед Різдвом і, усвідомивши обсяг роботи, відразу ж почав складати плани набору. Коли виробництво епізоду завершилось, весь гардероб було викинуто, оскільки його зіпсувала вода.

## Показ і відгуки
«Погана вода» вперше вийшла в ефір у США 21 лютого 1999 року. Епізод отримав рейтинг Нільсена 10,1, що означає — приблизно 10,1 % всіх домогосподарств, обладнаних телевізором, були налаштовані на епізод. Його переглянули 16,9 мільйона глядачів. Епізод був показаний у Великій Британії і Ірландії по «Sky One» 6 червня 1999 року і отримав 0,95 мільйона глядачів, що робить його третім найбільш переглядуваним епізодом того тижня.
Епізод отримав неоднозначні та негативні відгуки критиків. Майкл Лідтке та Джордж Авалос у огляді шостого сезону в «The Charlotte Observer» назвали його «просто поганим». Емілі Вандерверф з «The A.V. Club» рішучо розкритикувала серію і присвоїла їй «D–», назвавши «надзвичайно поганим епізодом „Цілком таємно“». Вона зазначила, що «найгірше у сюжеті „Поганої води“ полягає в тому, що він настільки дуже, дуже близький до рутинної роботи, що засмучує бачити, як мало він насправді робить» через його химерну структуру та заплутаного антагоніста. Вандерверф розкритикувала появу Даррена Макгейвіна в епізоді, і зазначила, що його персонаж функціонує як «тип дідуся, який стоїть на своєму порозі і кричить про старі добрі часи дітям по сусідству». Однак вона назвала момент «корчення щупалець у верхній лампі» «однією доброю справою» в епізоді. Роберт Шірман і Ларс Пірсон у своїй книзі «Хочемо вірити: критичний посібник з Цілком таємно, Мілленіуму та Самотніх стрільців» оцінили епізод 1.5 зірки з п'яти, написавши, що цей епізод «сміється не розумно, а лякає по-дурному».
Не всі відгуки були аж такими негативними; решта були більш змішаними. Том Кессеніч у книзі «Експертиза: Несанкціонований погляд на сезони 6–9 Цілком таємно» надав епізоду неоднозначний огляд, написавши «що стосується [монстра тижня], „Погана вода“ була досить стандартною серією». Однак він розкритикував вирішення епізодів, зазначивши, що Скаллі не повинна була знати, як прісна вода вб'є істоту. Пола Вітаріс з «Cinefantastique» оцінила епізод змішаним оглядом і присудила йому 2 зірки з чотирьох. Вітаріс писала, що «„Погана вода“ не потрапить до списку найкращих, але це настільки безглуздо, що навіть і якось весело». «Yahoo! News» назвали «ураганного монстра» одним із «найкращих монстрів тижня Цілком таємно», написавши: «Я розповім вам одне про цей епізод „Цілком таємно“ і цього тижня монстра: ви ніколи не підете до ванної під час зливи знову, не замислюючись двічі».
«Погана вода» отримала премію Американського товариства кінооператорів «за видатні досягнення в області кінематографії» — регулярна серія.

## Знімалися
| Актор                   | Роль               |
| ----------------------- | ------------------ |
| Девід Духовни           | Фокс Малдер        |
| Джилліан Андерсон       | Дейна Скаллі       |
| Даррен Макгейвін        | Артур Дейлз        |
| Джоель МакКіннон Міллер | заступник Грір     |
| Валенте Родрігез        | Вальтер Суарез     |
| Діана-Марія Ріва        | Ангела Вілльярреал |
| Сайлас Вейр Мітчелл     | Дугі               |
| Макс Каш                | Еван Шиплі         |